# Tschornaja Retschka

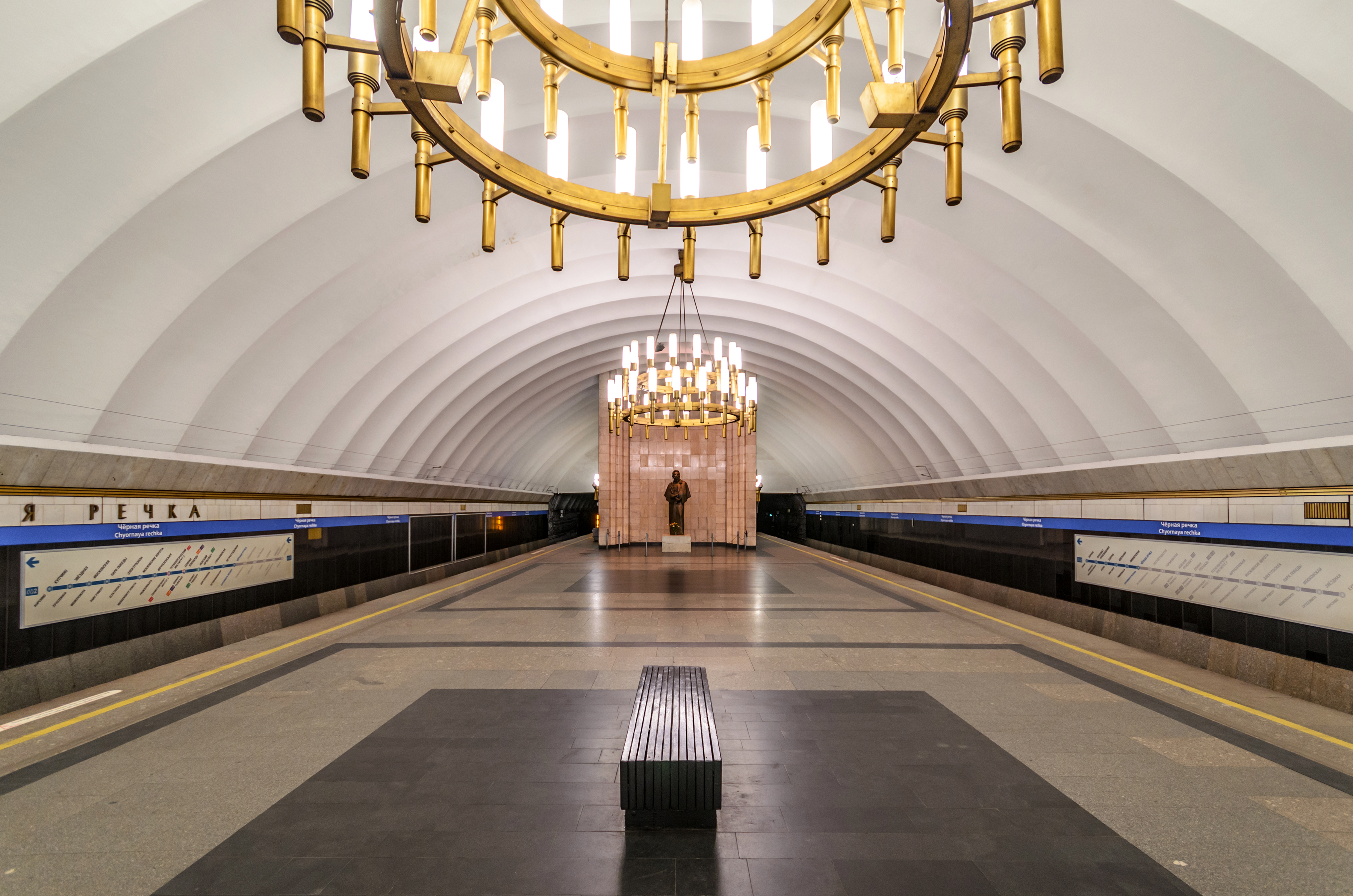
Bahnsteighalle der Metrostation Tschornaja Retschka

Tschornaja Retschka (russisch Чёрная речка, deutsch Schwarzer Fluss) ist ein U-Bahnhof an der Moskowsko-Petrogradskaja-Linie der Metro Sankt Petersburg. Geografisch liegt die Station im Südosten des Rajon Primorski auf einer Halbinsel zwischen Großer Newa im Süden und dem namensgebenden Fluss Tschornaja Retschka im Norden und Osten. Der Eingang zum Bahnhof befindet sich in der nordöstlichen Ecke eines kleinen Parks an der Uliza Akademika Krylowa.
Die in einer Tiefe von rund 62 Metern angelegte Station wurde am 6. November 1982 im Zuge der Nordverlängerung der Linie 2 gemeinsam mit den Stationen Pionerskaja und Udelnaja in Betrieb genommen.

## Architektur

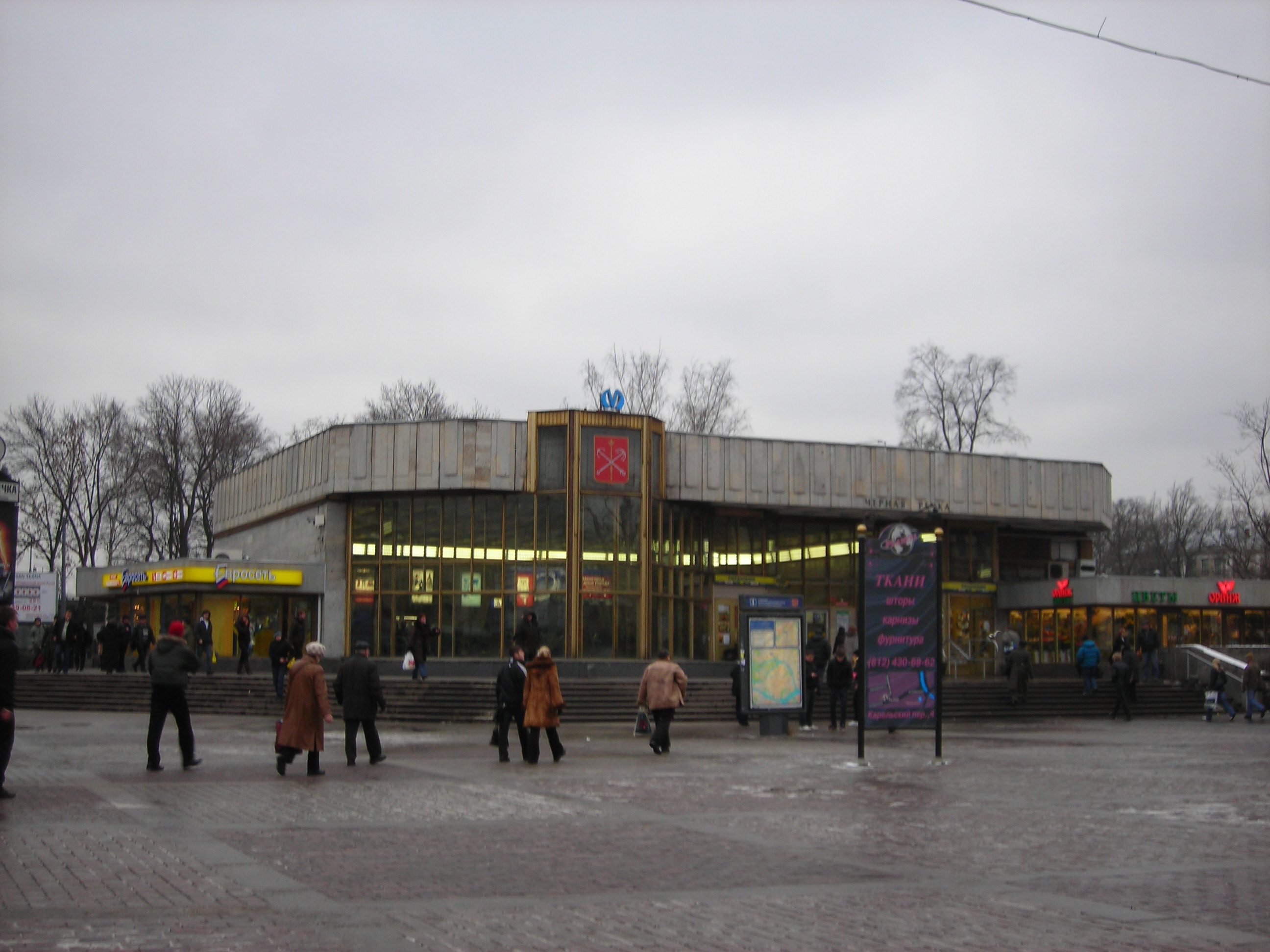
Funktional gehaltener Zugang an der Uliza Akademika Krylowa im Jahr 2007

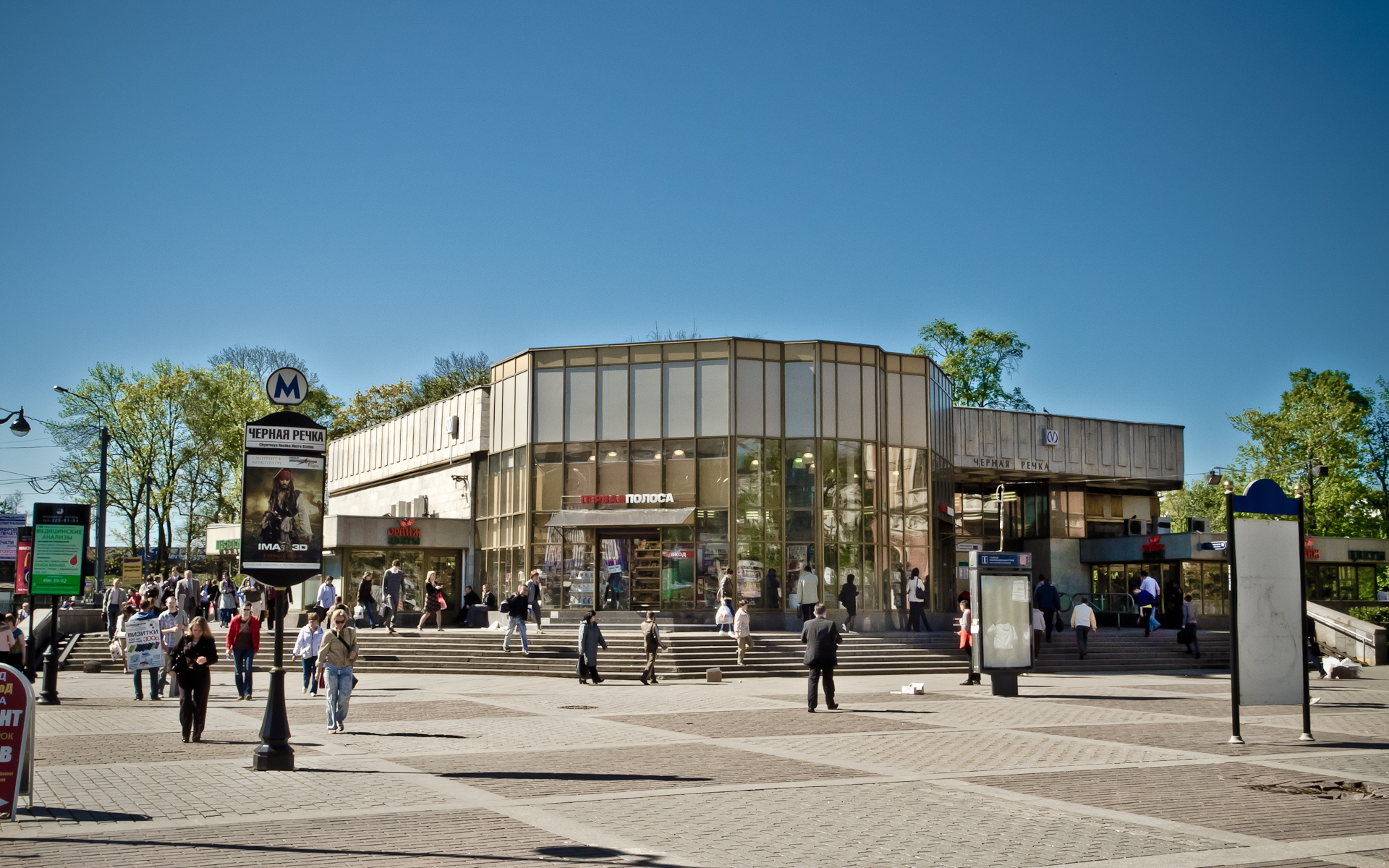
Heutiges Aussehen des Eingangs nach dem Umbau im Jahr 2009

Der oberirdische Teil des U-Bahnhofes Tschornaja Retschka ist sehr funktional gehalten. Die Eingangshalle besteht aus einem zweigeschossigen Flachdachbau mit einer großen Glasfassade zur Nordseite hin, wo sich ein kleiner Vorplatz an das leicht erhöht liegende Gebäude anschließt. 2009 wurde die bis dahin dezent nach außen gewölbte Glasfront durch einen mehreckigen, weit herausragenden Pavillon ersetzt, um in der oberirdischen Halle mehr Platz für Geschäftsräume zu schaffen.
Die Architekten des Oberflächenbauwerks waren W. G. Chiltschenko, I. J. Sergejewa und N. A. Winogradow.
Die weit im Untergrund gelegene Bahnsteighalle der Station ist als weißes Tonnengewölbe mit acht mittig über den Bahnsteig platzierten Kronleuchtern ausgeführt. Seitlich ist das Gewölbe durch eine etwa zughohe, dunkle Fliesenwand aus Labradorit begrenzt. Am Übergang zwischen Gewölbe und Seitenwand befindet sich eine mit goldenen Zierleisten abgesetzte, helle Borde aus Keramikfliesen und weißen Marmor, auf welcher der Stationsname in regelmäßigen Abständen wiederholt angebracht ist. Die Gleiströge befinden sich an den Seiten, sodass die Station über einen breiten Mittelbahnsteig verfügt. Mittig unter den Kronleuchtern sind Tafeln zur Fahrgastinformation aufgestellt. Der Zugang ist am Südende der Halle zwischen den beiden Tunneleinfahrten angelegt. Von der Bahnsteigebene erreicht man über eine kurze Treppe die drei Rolltreppen zur Oberfläche.
Verantwortlich für die Gestaltung der unterirdischen Anlage waren die Architekten G. N. Buldakow, W. N. Scherbin und A. P. Wolkow.

## Pushkin-Denkmal

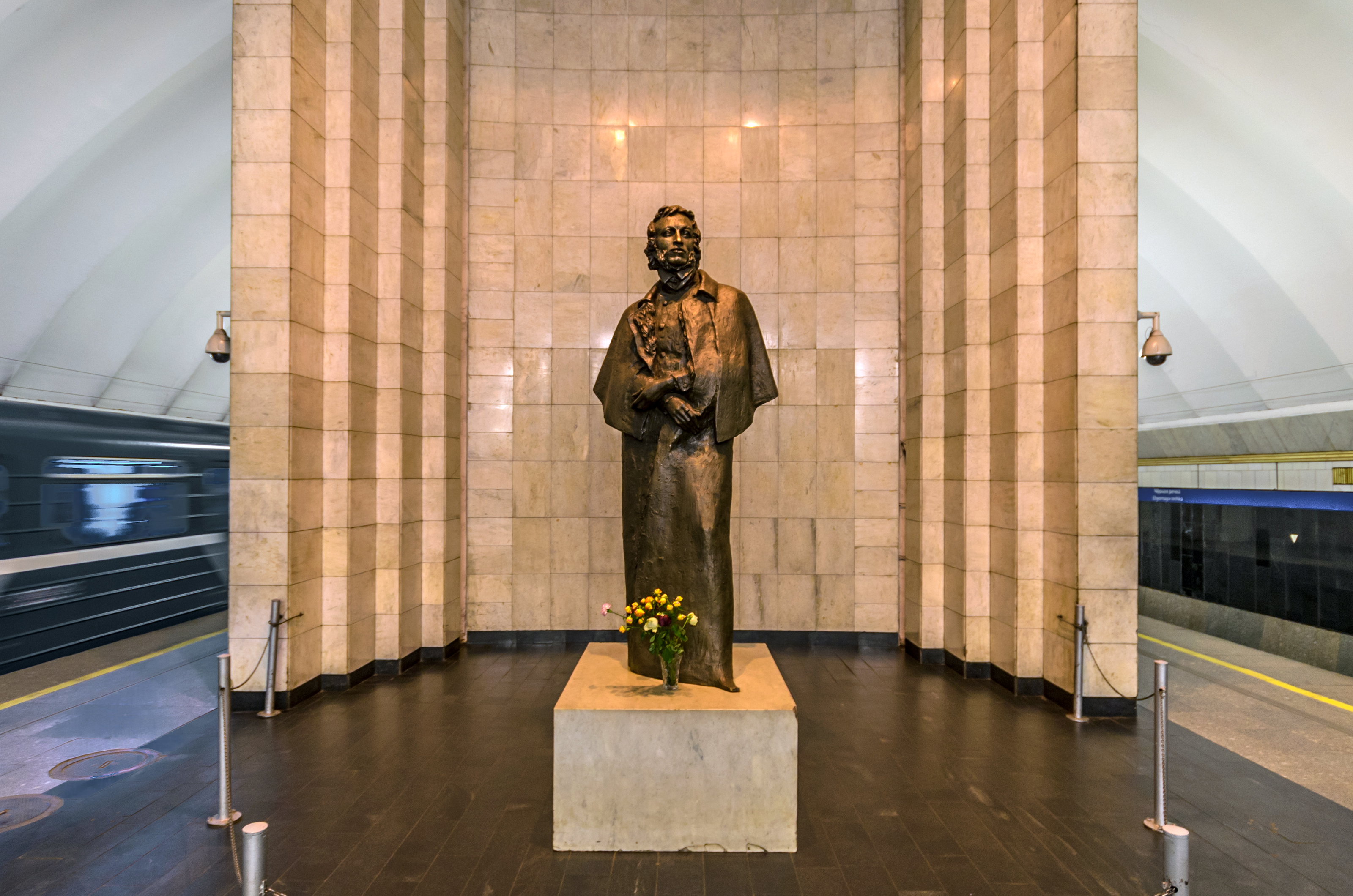
Pushkin-Statue am nördlichen Bahnsteigende

Am nördlichen Ende der Bahnsteighalle wurde im Gedenken an den russischen Dichter Alexander Sergejewitsch Puschkin zum 145. Jahrestag seines Todes ein Denkmal in Form einer Bronzestatue aufgestellt. Die vom Künstler Michail Anikuschin gefertigte, übermenschengroße Figur steht erhöht auf einem Sockel vor einer Wand aus hellen Fliesen, die den nötigen Kontrast zur dunklen Statue schafft.
Puschkin starb 1837 infolge eines Duells, dass unweit der Stelle, an der heute die Metrostation liegt, ausgetragen wurde.

## Übergang zu anderen Verkehrsmitteln
An der Oberfläche besteht Übergang zu folgenden Linien des öffentlichen Nahverkehrs:
- städtische Buslinien 1, 2М, 2Мб, 5М, 5Ма, 25, 25а, 32, 33, 46, 79, 94, 98, 122, 137, 211.
- kommerzielle Buslinien К-17, К-46, К-50, К-76, К-127, К-132, К-133, К-206, К-210, К-252, К-298, К-321, К-346, К-373, К-405, К-417, К-425, К-690.
- Trolleybuslinien 6, 34.
- Straßenbahnlinien 21, 40, 48.